# Sorbus globosa
Sorbus globosa är en rosväxtart som beskrevs av Yu och Tsai. Sorbus globosa ingår i släktet oxlar, och familjen rosväxter. Inga underarter finns listade i Catalogue of Life.